# Amelia Racea
Elena Amelia Racea (Târgu Jiu, 29 de agosto de 1994) es una deportista rumana que compitió en gimnasia artística. Ganó tres medallas en el Campeonato Europeo de Gimnasia Artística, en los años 2010 y 2011.

## Palmarés internacional
| Campeonato Europeo | Campeonato Europeo       | Campeonato Europeo | Campeonato Europeo   |
| Año                | Lugar                    | Medalla            | Prueba               |
| ------------------ | ------------------------ | ------------------ | -------------------- |
| 2010               | Birmingham (Reino Unido) | Medalla de oro     | Barra                |
| 2010               | Birmingham (Reino Unido) | Medalla de bronce  | Concurso por equipos |
| 2011               | Berlín (Alemania)        | Medalla de bronce  | Concurso individual  |